# Dennis Schröder
Dennis Mike Schröder (ur. 15 września 1993 w Brunszwiku) – niemiecki koszykarz, występujący na pozycji rozgrywającego, od 2024 zawodnik Golden State Warriors.
Jest uznawany za jeden z największych talentów niemieckiej koszykówki. Jest porównywany do Rajona Rondo.
Ojciec Schrödera jest Niemcem, a matka Gambijką. Dennis powiedział w wywiadzie, że po śmierci ojca w 2010 skupił się na grze w koszykówkę.
25 lipca 2018 został wymieniony do Oklahomy City Thunder w ramach transakcji z udziałem trzech zespołów.
18 listopada 2020 trafił w wyniku wymiany do Los Angeles Lakers. 13 sierpnia 2021 dołączył do Boston Celtics. 10 lutego 2022 został wytransferowany do Houston Rockets. Już we wrześniu 2022 ponownie zmienił otoczenie, zasilając szeregi Los Angeles Lakers. 12 lipca 2023 został zawodnikiem Toronto Raptors. 8 lutego 2024 został wymieniony do Brooklyn Nets. W grudniu tego samego roku został wymieniony do Golden Stare Warriors. 

## Życiorys
Sezon 2011/12 był jego pierwszym w profesjonalnej koszykówce. Zagrał 30 spotkań w barwach Phantoms Braunschweig. Średnio notował 2,3 punktów, 0,7 asyst i 0,8 zbiórek na mecz.
W sezonie 2012/13 zagrał 32 mecze, średnio zdobywając 12 punktów w 25 minutach na mecz.
W 2013 roku wystąpił na Nike Hoop Summit. Poprowadził zespół Reszty Świata do zwycięstwa nad drużyną USA 112-98. Zdobył 18 punktów, 6 razy asystował i zanotował 2 zbiórki w ciągu 29 minut gry.
27 czerwca 2013 roku został wybrany z 17 numerem w drafcie NBA przez Atlanta Hawks.
W sezonie 2019/2020 zajął drugie miejsce w głosowaniu na najlepszego „szóstego” zawodnika ligi NBA.

## Osiągnięcia
Stan na 2 marca 2024, na podstawie, o ile nie zaznaczono inaczej.

### NBA
- Uczestnik:
  - Rising Stars Challenge (2015)
  - Skills Challenge (2015)

### Inne
- Największy postęp niemieckiej ligi BBL (2013)
- Najlepszy młody zawodnik ligi niemieckiej (2013)
- Uczestnik Nike Hoop Summit (2013)

### Reprezentacja
Seniorska
- Mistrz świata (2023)[15]
- Uczestnik:
  - mistrzostw:
    - Europy:
      - 2015 – 17. miejsce, 2017 – 6. miejsce, 2019 – 18. miejsce
- MVP mistrzostw świata (2023)[16]
- Zaliczony do I składu:
  - turnieju koszykarskiego Igrzysk Olimpijskich (2024)[17]
  - mistrzostw świata (2023)[16]
- Lider mistrzostwa świata w asystach (2019)[18]

Młodzieżowe
- Uczestnik:
  - mistrzostw:
    - U–20 (2012 – 5. miejsce)
    - U–18 (2011 – 11. miejsce)

  - turnieju Nike Global Challenge (2011 – 6. miejsce)